# 延平街古井
23°00′03″N 120°09′42″E / 23.000713°N 120.161537°E
延平街古井位於臺南市安平區，是直轄市定古蹟。此井具體創建時間不明，一說約為荷蘭人建造熱蘭遮城之時所建，於咸豐年間整修過，而另一說則認為該井到清咸豐年間才建造。該井在過去是安平一帶屈指可數的淡水井。

## 沿革
該井位於安平熱蘭遮城東南的大員市街的石板街（今延平街）上，水源豐沛，味道甘美。然而到了臺灣日治時期的大正十二年（1923年），由於在安平一帶裝設了自來水管道，所以井水不再有人打來飲用，不過該井並未因此荒廢，而是被當地居民拿來打孵豆芽用的水。由於用該井之水孵育的豆芽菜味道鮮美，故前來購買者甚多，古井附近遂被稱為「豆菜寮」，而井也被稱為「豆菜芽仔井」。
二次大戰前後，由於自來水系統遭到戰火破壞，該井的水便再次供當地居民飲用，直到自來水系統恢復後才被荒廢。而在完全荒廢之前，該井的水在自來水系統恢復後已開始出現些微鹹味，而變成洗濯用水，此外安平橡膠廠也曾用馬達抽取此井之水使用。

## 建築特色
延平街古井原本是以紅磚堆砌，再塗以灰泥，而且井高及腰，現今模樣是路面增高、加上水泥與為了安全因素而加設鐵欄杆的結果。
現今該井內緣直徑為94公分，井欄呈圓錐形，高73公分、寬22公分，而從井欄到井底則深3.15公尺。該井的經常水位在井欄頂端下1.82公分，也就是地面下1.09公尺。

## 外部連結
- 臺南市政府觀光旅遊局——延平街古井 （页面存档备份，存于）
- 文化部文化資產局——延平街古井 （页面存档备份，存于）